# Joan de Capistrano
Joan de Capistrano o Giovanni da Capestrano (Capestrano, 24 de juny de 1386 - Ilok, Croàcia, 23 d'octubre de 1456) va ser un frare franciscà observant italià. Venerat com a sant, és patró dels capellans militars.

## Biografia
Havia nascut en 1386 a Capestrano, vila dels Abruços. Estudià a Perusa, on es va doctorar en Dret. Va exercir com a jurista i va ser nomenat governador de la ciutat; quan va ser ocupada pels Malatesta, va ser empresonat.
A la presó va convertir-se i va decidir de canviar la seva vida. Un cop alliberat, va fer anul·lar el seu matrimoni i prengué l'hàbit dels franciscans a Assís. Ja ordenat sacerdot, va portar la seva activitat de predicació i apostolat per l'Europa del nord i Europa de l'est, especialment en Hongria. A Transsilvània va ser conseller del governador János Hunyadi al seu castell de Hunyad.
La seva tasca volia renovar els costums de la societat cristiana del moment i combatre l'heretgia i la usura, que esdevenia una excusa per a atacar les comunitats jueves, que eren les que més la practicaven. Un dels seus objectius era convertir al cristianisme als heretges, en particular els fraticelli, jesuats i hussites) i els jueus, com també els ortodoxos grecs de Transsilvània.
Juntament amb Bernardí de Siena, va treballar intensament en la reforma de l'orde franciscà, essent el mateix un franciscà observant. En els seus escrits i sermons exposà les teories llavors més avançades de la supremacia de l'autoritat papal per sobre de la dels concilis.
El 1456 va ser encarregat pel papa Calixt III, junt amb altres frares, de predicar la croada contra l'Imperi Otomà que, després d'ocupar Constantinoble tres anys abans, havia envaït els Balcans. Recorrent l'Europa oriental, el Capistrà va aconseguir reunir desenes de milers de voluntaris per a lluitar contra els turcs. Amb ells va participar en el setge de Belgrad del juliol de 1456. Va encoratjar els seus homes en l'assalt decisiu amb les paraules de Sant Pau de Tars: "Aquell que ha començat en vosaltres una bona obra, la portarà a compliment". L'exèrcit turc va posar-se en fuga i el soldà Mehmet II va ser ferit.
El fet va fer que guanyés el títol de Prevere Soldat. Encara que sobrevisqués la batalla, el frare va caure víctima de la pesta, que poc després va estendre's per la ciutat. Va morir a la propera ciutat d'Ilok, al regne d'Hongria i Croàcia.
Va ser canonitzat el 16 d'octubre de 1690 per Alexandre VIII.

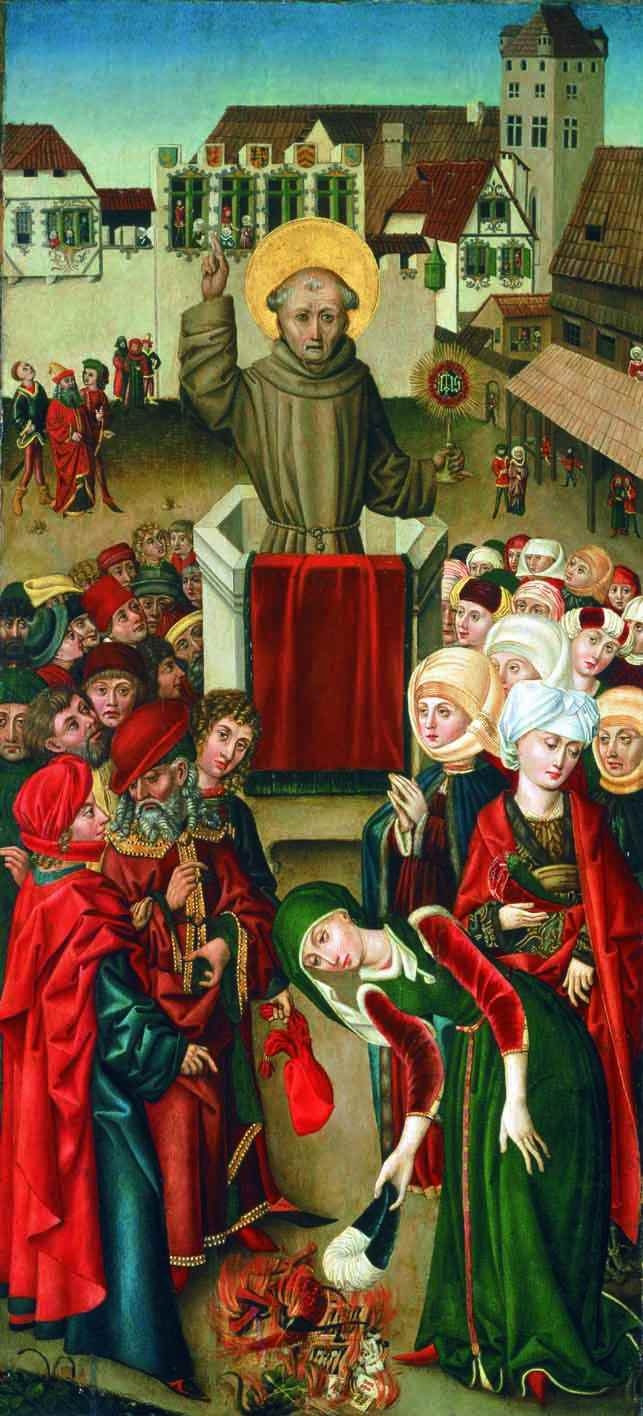
Pintura germanoflamenca, 1470 ca. (Bamberg, Historisches Museum)
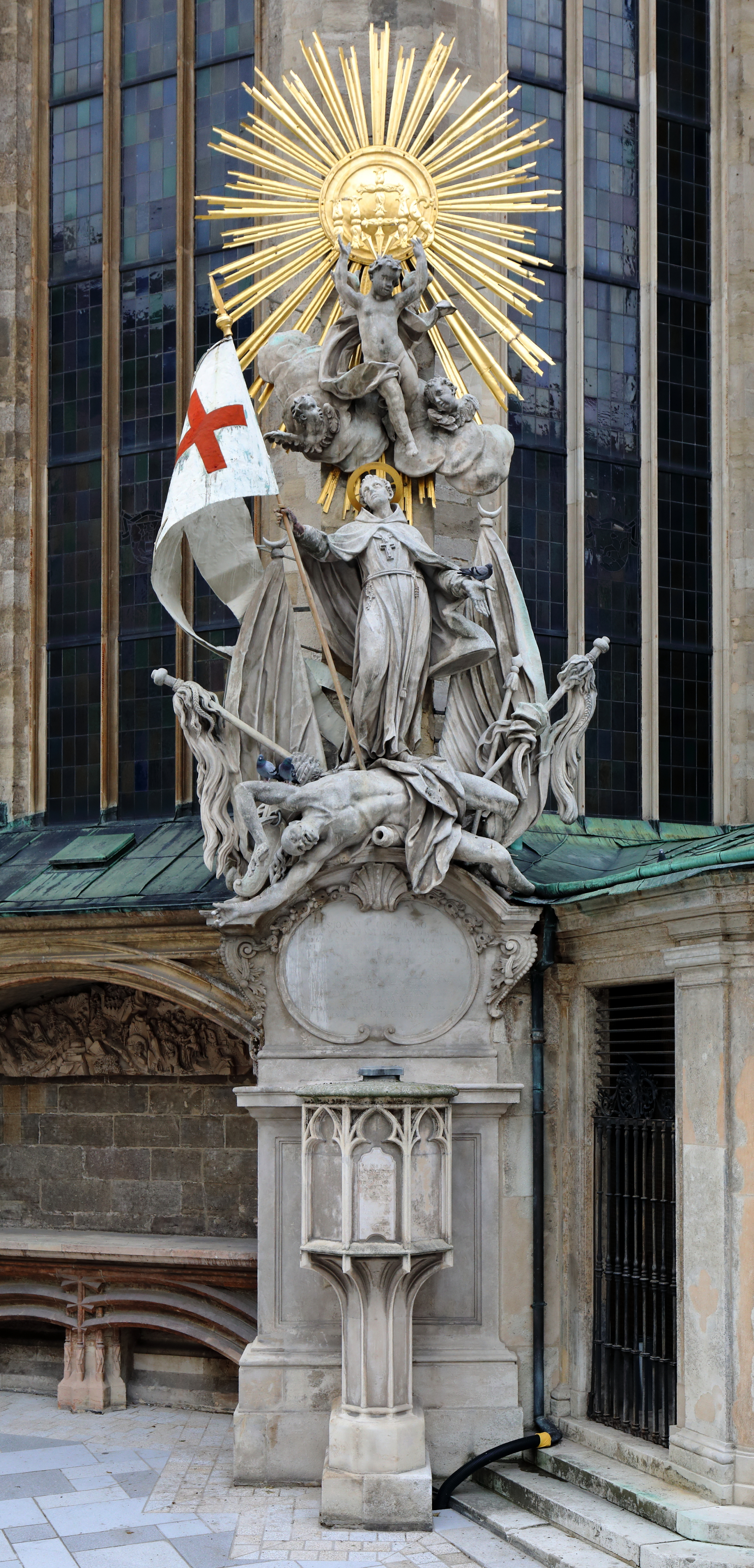
Capistrankanzel o Trona del Capistrano, monument al Stephansdom de Viena, s. XVIII
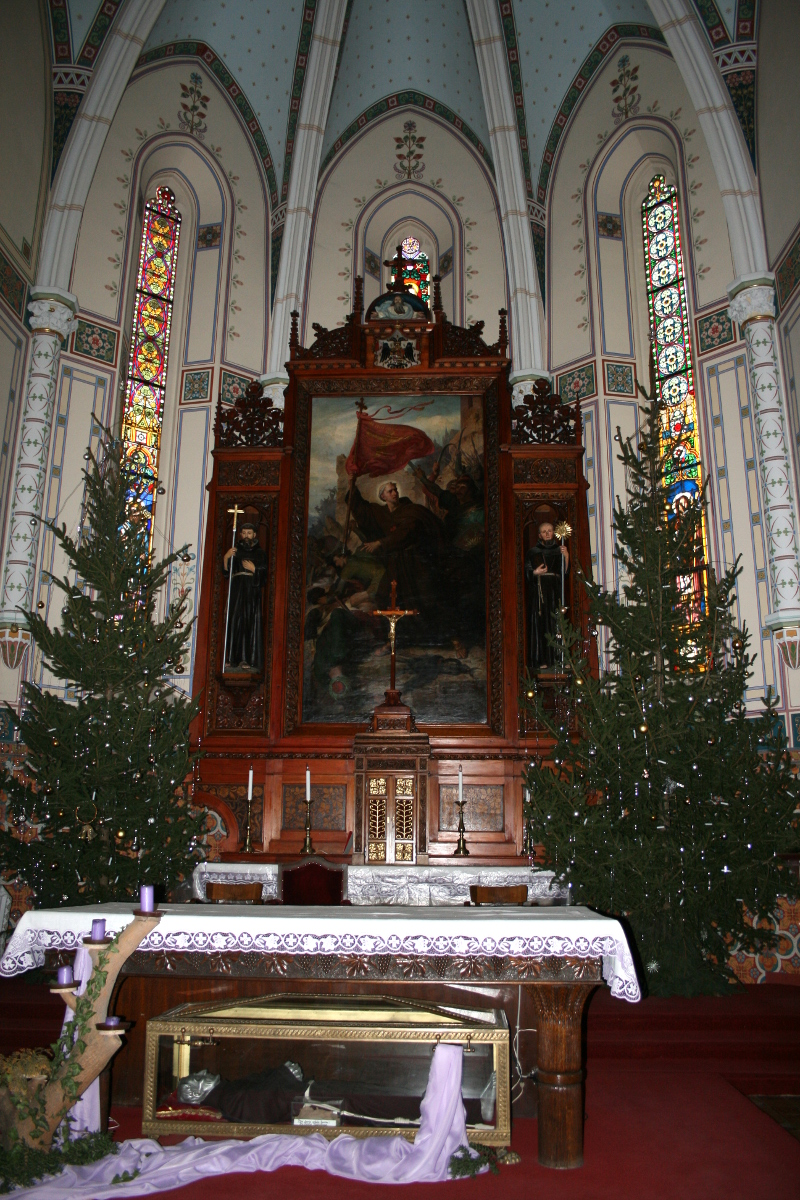
Església d'Ilok amb el cos del sant
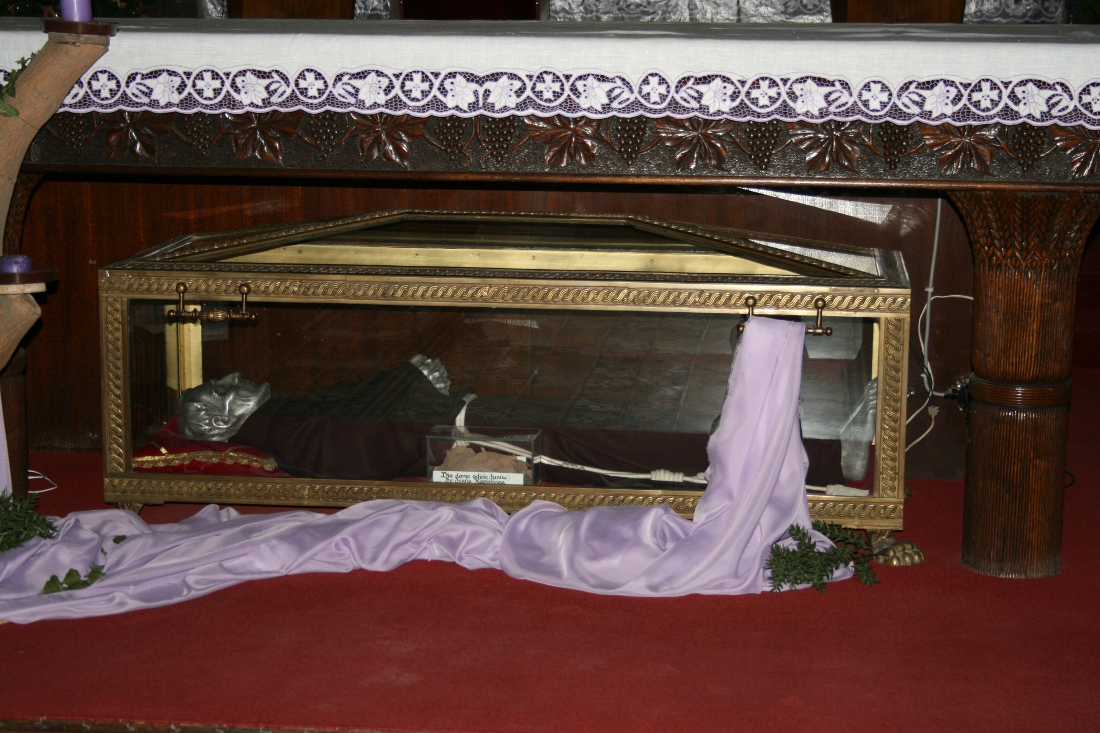
Urna amb el cos del sant, a Ilok